# Reiterecksattel
Der Reiterecksattel, auch nur Reitereck, ist ein 1854 m ü. A. hoher Gebirgspass der Niederen Tauern in der Obersteiermark.

## Lage und Landschaft
Der Reiterecksattel verbindet das Strechautal, ein Nebental des Paltentals (zum Ennstal) bei Strechau, mit dem Bretsteintal, einem Nebental des Pölstals (zum Murtal) bei Möderbrugg.
Der Sattel trennt am Hauptkamm der Niederen Tauern das Massiv des Hochschwung (2196 m ü. A.) im Westen mit dem des Bösenstein (Großer 2448 m ü. A.) im Osten, mit dem Zinkenkogel (2233 m ü. A.) am Sattel.
Der Reiterecksattel ist eine mögliche Abgrenzung der Wölzer Tauern zu den Rottenmanner Tauern respektive Seckauer Tauern – zu den drei Gruppen gibt es hierorts mehrere genauere Konzepte.
Nordwärts geht bei der Reiteckalm der Strechaubach zur Palten, die dann bei Selzthal in die Enns mündet. Südwärts geht der Authalbach zum Bretsteinbach bei Bretstein, und dann zur Pölsen, die bei Judenburg/Zeltweg zur Mur geht. Hier liegen die beiden Auwinkelseen in einem Hochkar.

## Geschichte und Erschließung
Der Weg über das Reitereck ist ein wohl schon vorrömischer Altweg, der die kürzeste Verbindung Judenburg – Liezen darstellt. In der Römerzeit wurde die Straße Virunum – Ovilava  (Zollfeld/Kärnten – Wels/Oberösterreich) über Hohentauern erbaut, der Saumweg wird aber wohl als Abkürzung weiter in Gebrauch gewesen sein. Er wurde auch neuzeitlich genutzt.
Die Josephinische Landesaufnahme (um 1790) zeigt den Steig noch als regional wichtigere Route, mit einem Nebenweg über die Perwurzalm, wo der Weg aus dem Pölsquelltal über den Perwurzpolster heraufkam.
Heute verläuft ein wenig begangener Steig über den Sattel, den Hauptkamm entlang passiert ihn der Zentralalpenweg (Weitwanderweg 02).